# Metapenaeopsis kishinouyei
Metapenaeopsis kishinouyei är en kräftdjursart som först beskrevs av Rathbun 1902.  Metapenaeopsis kishinouyei ingår i släktet Metapenaeopsis och familjen Penaeidae. Inga underarter finns listade i Catalogue of Life.